# إقليم أوكافانغو
كافانغو (بالإنجليزية: Kavango)‏ (قبل عام 1998: أوكافانغو (Okavango) كان واحدا من ثلاثة عشر إقليم في ناميبيا حتى تم تقسيمه في عام 2013 إلى إقليم أوكافانغو الشرقي وإقليم أوكافانغو الغربي في 2013. عاصمتها كان روندو.
يحد كافانغو من الشمال مقاطعة كواندو كوبانغو في أنغولا، ومن الجنوب الشرقي مقاطعة شمال غرب بوتسوانا. وعلى الصعيد المحلي، يحدها كل من المناطق التالية:
- إقليم زامبيزي - الشرق
- إقليم أوتجوزوندجوبا – لجنوب
- إقليم أوشيكوتو - الغرب
- إقليم أوهانغوينا – شمال غرب

## وصلات خارجية
- Kavango Regional Council